# Базилик-де-Сен-Дени
Базилик-де-Сен-Дени (фр. Basilique de Saint-Denis) — станция линии 13 Парижского метрополитена, расположенная в центре города Сен-Дени, рядом с кафедральным собором, от которого и получила название. Также рядом со станцией располагается административный центр города с мэрией, префектурой и судом коммуны. На станции установлены автоматические платформенные ворота.

## История
- Станция открылась 20 июня 1976 года в конце пускового участка линии 13 Карфур-Плейель — Базилик-де-Сен-Дени, продлившего линию 13 вглубь города Сен-Дени. До 25 мая 1998 года название станции формулировалось иначе — «Сен-Дени — Базилик». Переименование станции было произведено для устранения путаницы со следующей станцией на линии — Сен-Дени — Университе, открывшейся в 1998 году, однако от переименования суть названия станции не поменялась, поменялась только его грамматическая конструкция.
- В 2015-2016 годах на станции прошла техническая модернизация при подготовке к Евро-2016 по футболу.[2].
- Пассажиропоток по станции по входу в 2011 году, по данным RATP, составил 5 415 515 человек[3]. В 2013 году этот показатель снизился до 5 393 138 пассажиров (71-е место по уровню входного пассажиропотока в Парижском метро)[4].

## Конструкция и оформление
Станция построена по типовому парижскому проекту 1970-1980-х годов (однопролётная станция мелкого заложения с боковыми платформами). В 2012 году станция оборудована автоматическими платформенными воротами. Платформу в направлении Сен-Дени — Университе украшает репродукция старинной гравюры с историческим планом Сен-Дени.

## Галерея

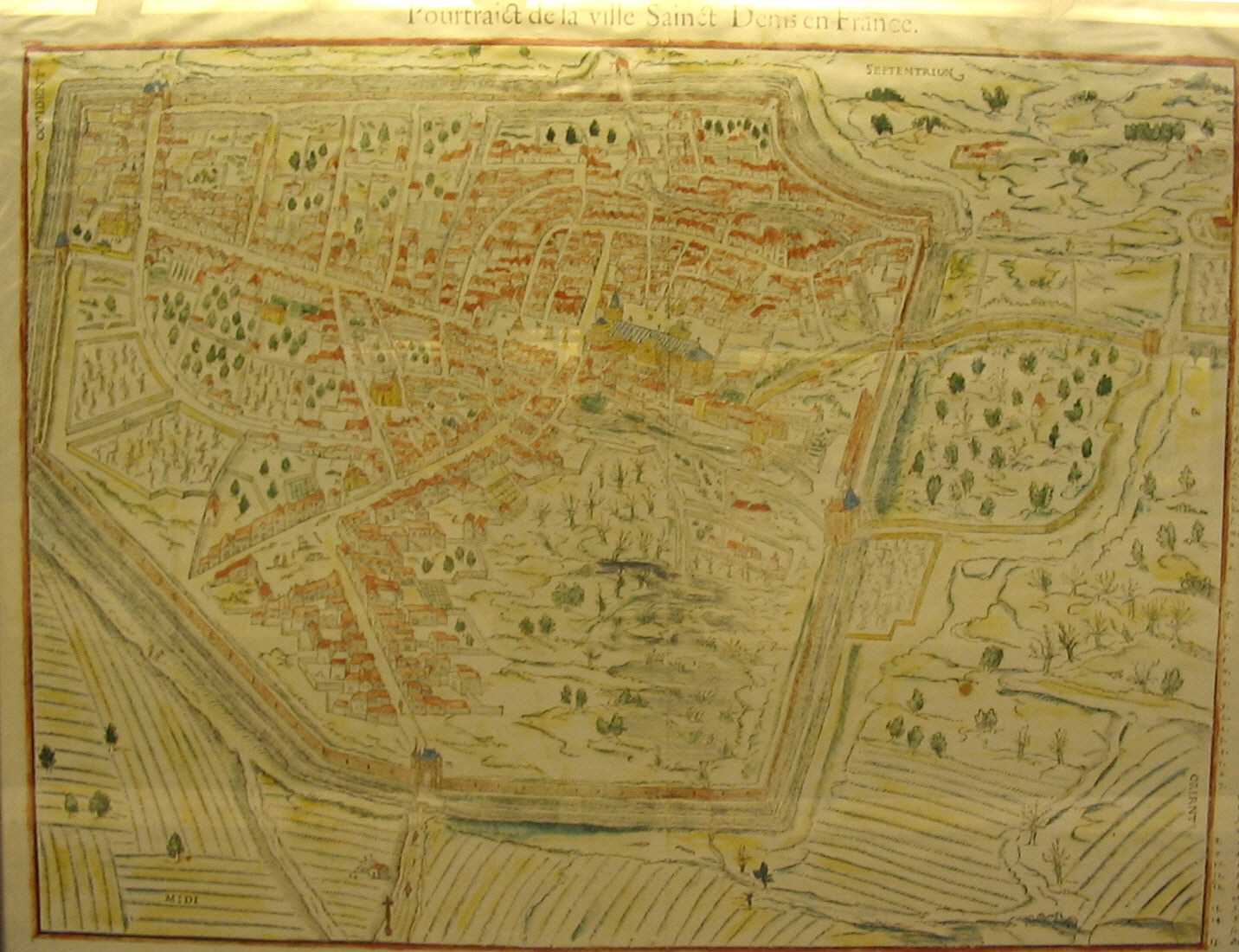
Гравюра с историческим планом Сен-Дени
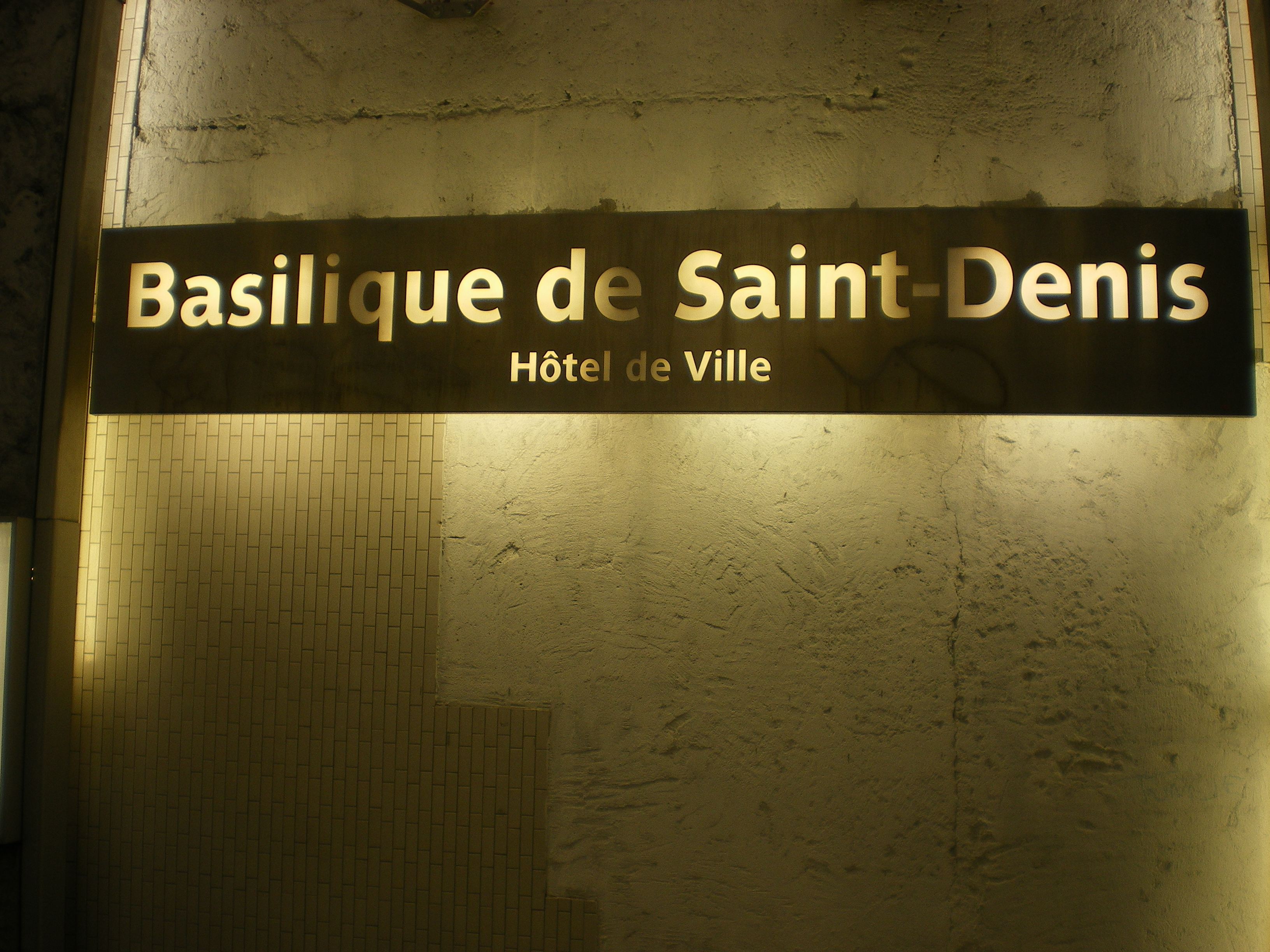
Световая вывеска с названием станции